# Голубец, Томаш
Томаш Голубец (чеш. Tomáš Holubec; род. 11 января 1976, Йилемнице, ЧССР) — чешский биатлонист.
Завершил карьеру в сезоне 2012/13.
Дебютировал в биатлоне в 1989 году. Участник Зимних Олимпийских игр 2002 и 2006 годов.
В 2002 году женился на чешской биатлонистке Катержине Лосмановой, но уже в 2005 году они развелись.
Самым крупных успехом в карьере стала бронзовая медаль в эстафете на чемпионате Европы 2008 года в Нове-Место-на-Мораве. 

## Кубок мира
- 1999/00 — 75 место
- 2000/01 — 56 место
- 2001/02 — 81 место
- 2002/03 — 71 место
- 2005/06 — 63 место
- 2006/07 — 69 место
- 2007/08 — 63 место
- 2008/09 — 53 место
- 2009/10 — 64 место
- 2010/11 — 66 место
- 2011/12 — 61 место